# Treniota litván nagyfejedelem
Treniota (†1264) Litvánia nagyfejedelme 1263-tól meggyilkolásáig, 1264-ig.

## Élete
Treniota Mindaugas - Litvánia első és egyetlen királyának - unokaöccse, nővérének fia volt. A 17. századi Litván és szamogitiai krónika szerint apja neve Szkirmunt volt és volt két fivére, Ljubart és Piszimont. 
Első említése a Livóniai verses krónikából származik, amikor a szamogitiaiak az ő vezetésével legyőzték a Teuton Lovagrendet  a durbeni csatában. 1250 körül az addig pogány Mindaugas nagyfejedelem megkeresztelkedett, hogy a német lovagrendnek kevesebb indoka legyen rátámadni országára. Treniota, akkor Szamogitia kormányzója, azonban pogány maradt és a lovagrend támadásai is folytatódtak. Treniota, mint a király egyik fő tanácsadója, rábeszélte, hogy szakítson Rómával és újítsa meg a háborút a németekkel.   
Az Ipatyevi krónika szerint 1263-ban Mindaugas felesége, Morta meghalt, a király pedig annak húgát vette feleségül, aki pedig akkor már Daumantas nalšiai fejedelem házastársa volt. Daumantas összeesküdött Treniotával, hogy bosszút állnak és 1263 nyarán rátámadtak a királyra és két kisebbik fiával együtt megölték. Az új nagyfejedelem (királyságát a pápa nem ismerte el) Treniota lett. 
Uralma nem bizonyult hosszú életűnek. Hamarosan fellázadt ellene unokatestvére, Tautvilas polocki fejedelem (Mindaugas bátyjának fia). Bár csatában sikerült megölnie Tautvilast, a Mindaugas-klán összeesküdött ellene és 1264-ben meggyilkolták. A nagyfejedelmi trón Mindaugas idősebbik fiáé, Vaišelgáé lett.

## Fordítás
- Ez a szócikk részben vagy egészben  a(z)   Тройнат című orosz Wikipédia-szócikk ezen változatának fordításán alapul.  Az eredeti cikk szerkesztőit annak laptörténete sorolja fel. Ez a jelzés csupán a megfogalmazás eredetét és a szerzői jogokat jelzi, nem szolgál a cikkben szereplő információk forrásmegjelöléseként.